# Pędzliczek brodawkowaty
Pędzliczek brodawkowaty (Syntrichia papillosa (Wilson) Jur.) – gatunek mchu należący do rodziny płoniwowatych (Pottiaceae Schimp.). Występuje w Ameryce Północnej (Kanada, Stany Zjednoczone, Meksyk), Ameryce Południowej (Brazylia, Kolumbia, Ekwador), Europie, południowej Afryce, na Falklandach, w Nowej Zelandii i Australii. Rośnie na korze drzew i w szczelinach skalnych.

## Systematyka i nazewnictwo
Synonimy: Tortula papillosa Wilson.

## Ochrona
Od 2004 roku pędzliczek brodawkowaty jest objęty w Polsce ochroną gatunkową, początkowo ścisłą, a od 2014 r. częściową.